# Нивици
Нивици (Псарадес) је насеље у Грчкој у општини Преспа, периферија Западна Македонија. Према попису из 2021. било је 73 становника.

## Географија
Село се налази у јужном делу Преспанског језера, у подножју продужетка планине Галичице зване Сува гора, на надморској висини од 850 м. У близини је тромеђа Грчке, Северне Македоније и Албаније. Нивици се налазе на полуострву, које само по себи има дуги уски залив, поред којег лежи село. Укупна површина покрива 16 км2.

## Историја
Преспански споразум су потписали министри спољних послова Републике Македоније Никола Димитров и Грчке Никос Коцијас 17. јуна 2018. године у овом селу.

## Становништво
Македонски историчар Тодор Симовски, 1998. године наводи да су Нивици словенско насеље.
Преглед становништва у свим пописним годинама од 1940. до данас:
| Година       | 1940 | 1951 | 1961 | 1971 | 1981 | 1991 | 2001 | 2011 |
| ------------ | ---- | ---- | ---- | ---- | ---- | ---- | ---- | ---- |
| Становништво | 770  | 433  | 430  | 247  | 167  | 144  | 158  | 83   |